# Cheikh El Hasnaoui
Cheikh El Hasnaoui, pseudonimo di Mohamed Khelouat (Tizi Ouzou, 23 luglio 1910 – Saint-Pierre, 6 luglio 2002), è stato un cantante algerino, di lingua berbera.

## Biografia
Nato in una famiglia di origini modeste rimase orfano di madre all'età di due anni. Dopo aver seguito gli studi nella scuola coranica del villaggio, all'età di 14 anni decide di partire. Cheikh El Hasnaoui è considerato una figura di rilievo nel suo genere musicale - lo chaabi - ed un simbolo dell'Algeria riconciliata con le sue identità. Le sue canzoni parlano della sua lingua, della giustizia, di politica e della natura.
Cheikh è famoso particolarmente per il disco La Maison Blanche, che narra episodi degli anni 1930, nel quale crea uno stile del tutto personale riconoscibile per la sua voce grave e per le sonorità lancinanti del banjo oltre che per i suoi testi evocanti dolore d'amore. Dolore per il quale Cheikh El Hasnaoui si esiliò in Francia nel 1937. Il tema dell'esilio diverrà allora quello di gran parte della sua produzione artistica successiva.